# Districte d'Andarab
El districte d'Andarab és una subdivisió administrativa de la part sud de la província de Baghlan a l'Afganistan. La població estimada el 1990 era de 52.130 i no hi ha estadístiques posteriors. La capital és la ciutat de Banu o Banow l'antiga Andarab. El districte està creuat pel riu Andarab i el seu afluent el Kasan.
Comunica amb les mines del Pandjhir pel coll de Khawak. A la zona es troba malaquita, pirita i calcopirita, biotita, moscovita i altres minerals. L'activitat principal és minera seguit per la ramaderia.
La població és de majoria tadjik.